# Jetty Paerl

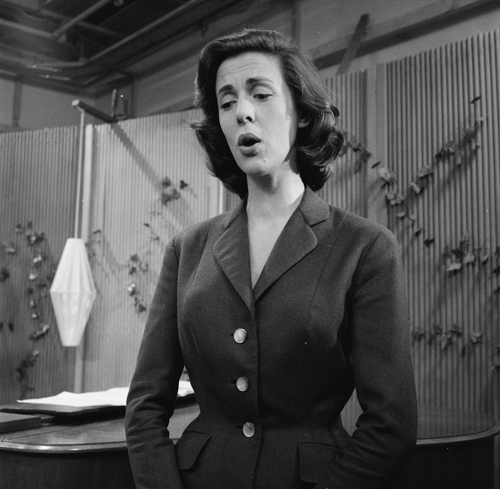
Jetty Paerl (1956)

Jetty Paerl (Amesterdão, 27 de maio de 1921 — Amstelveen, 22 de agosto de 2013) foi uma cantora holandesa, que foi mais famosa durante os anos 50 e 60. Ela foi casada com o artista holandês Cees Bantzinger.
Durante a Segunda Grande Guerra, ela viveu em Londres, enquanto que os Países Baixos estava ocupada pelos alemães nazis.
Em 1956, representou os Países Baixos no primeiro Festival Eurovisão da Canção com a canção "De Vogels Van Holland" (Os Pássaros da Holanda) escrita por Annie M.G. Schmidt e composta por Cor Lemaire. Naquela altura, o festival foi emitido essencialmente via rádio, e apenas o vencedor foi revelado (a Suíça).
Faleceu em Amstelveen a 22 de agosto de 2013, aos 92 anos.